# Off the Wall (Lied)
Off the Wall ist die dritte Single von Michael Jacksons gleichnamigen Album, das im August 1979 veröffentlicht wurde.

## Geschichte
Das von Rod Temperton komponierte Lied wurde im November 1979 erstmals als Single veröffentlicht. Produzent war Quincy Jones. Paulinho da Costa war der Perkussionist. In dem Lied geht es um den Umgang mit alltäglichem Stress: “… leave that nine-to-five upon the shelf / and just enjoy yourself”.
Michael Jackson sang das Lied als Bestandteil der Setlist der Jacksons-Musiktourneen Destiny Tour (zweiter Abschnitt), Triumph Tour und Victory Tour sowie auf seiner ersten Solo-Tournee Bad World Tour und später noch einmal im Rahmen eines Medleys bei seiner HIStory World Tour.
Mariah Carey sampelte Off the Wall in ihrem Lied I’m That Chick, das in ihrem Album E=MC² aus dem Jahre 2008 enthalten ist.

## Trackliste

### Deutsche 7″ Vinyl Single (EPCS 8045)
1. "Off the Wall" – 4:04[5]
2. "Working Day and Night" – 5:14

### US 7″ Vinyl Single (9-50838)
1. "Off the Wall" – 3:47[6]
2. "Working Day and Night" – 4:37